# Ectobius
Ectobius es un género de cucarachas nativas del Viejo Mundo, perteneciente a la familia Ectobiidae.
Las especies de este género son nativas del Viejo Mundo y se distribuyen a lo largo de todo el Paleártico.
Los ejemplares adultos alcanzan de 6 a 12 milímetros de longitud, la coloración básica de su cuerpo es mayormente marrón o amarillento, con un margen más claro. Las hembras son generalmente más grandes que los machos y tienen alas más cortas, mientras que las alas de los machos cubren todo el abdomen.

## Especies

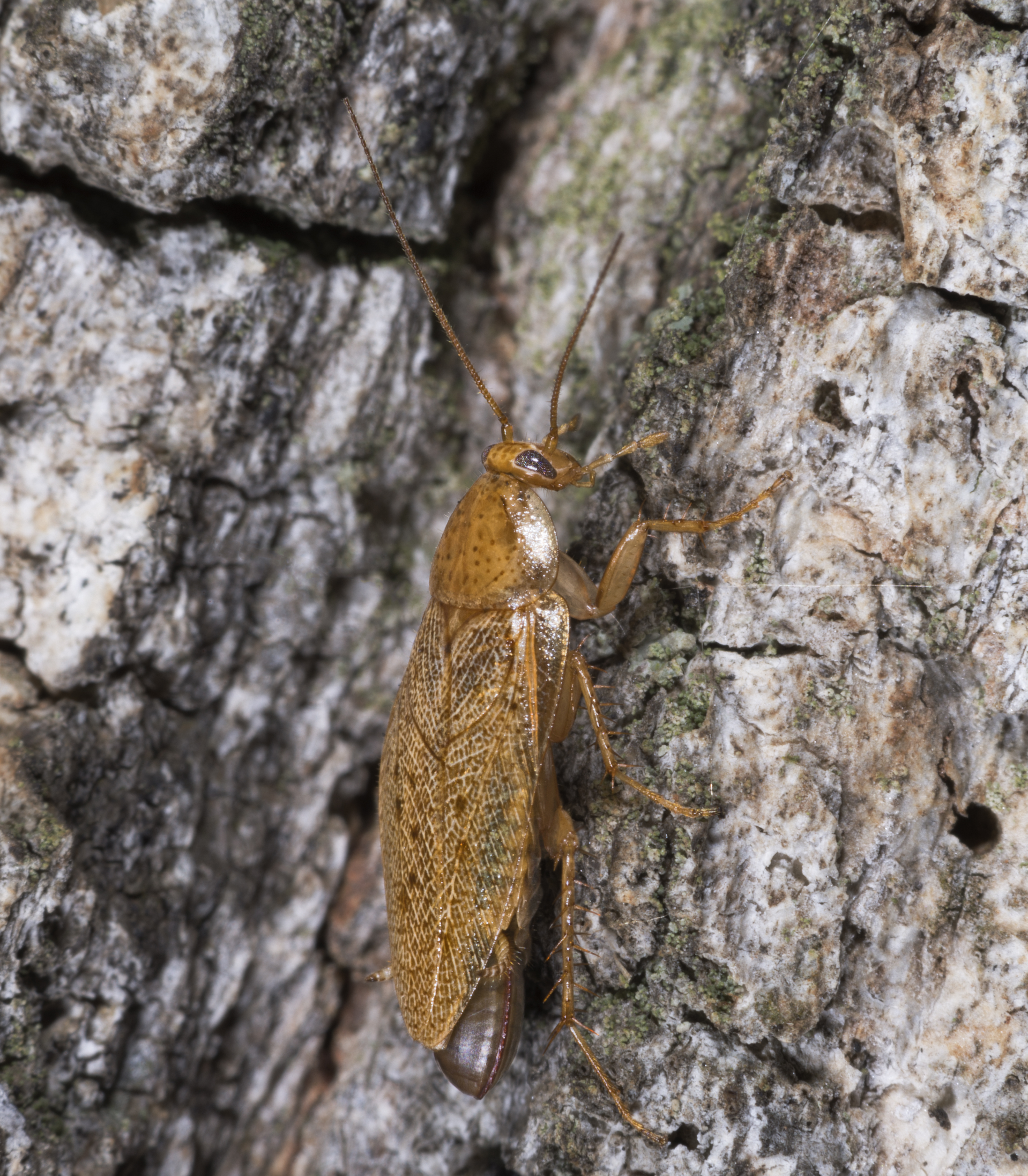
Ectobius pallidus

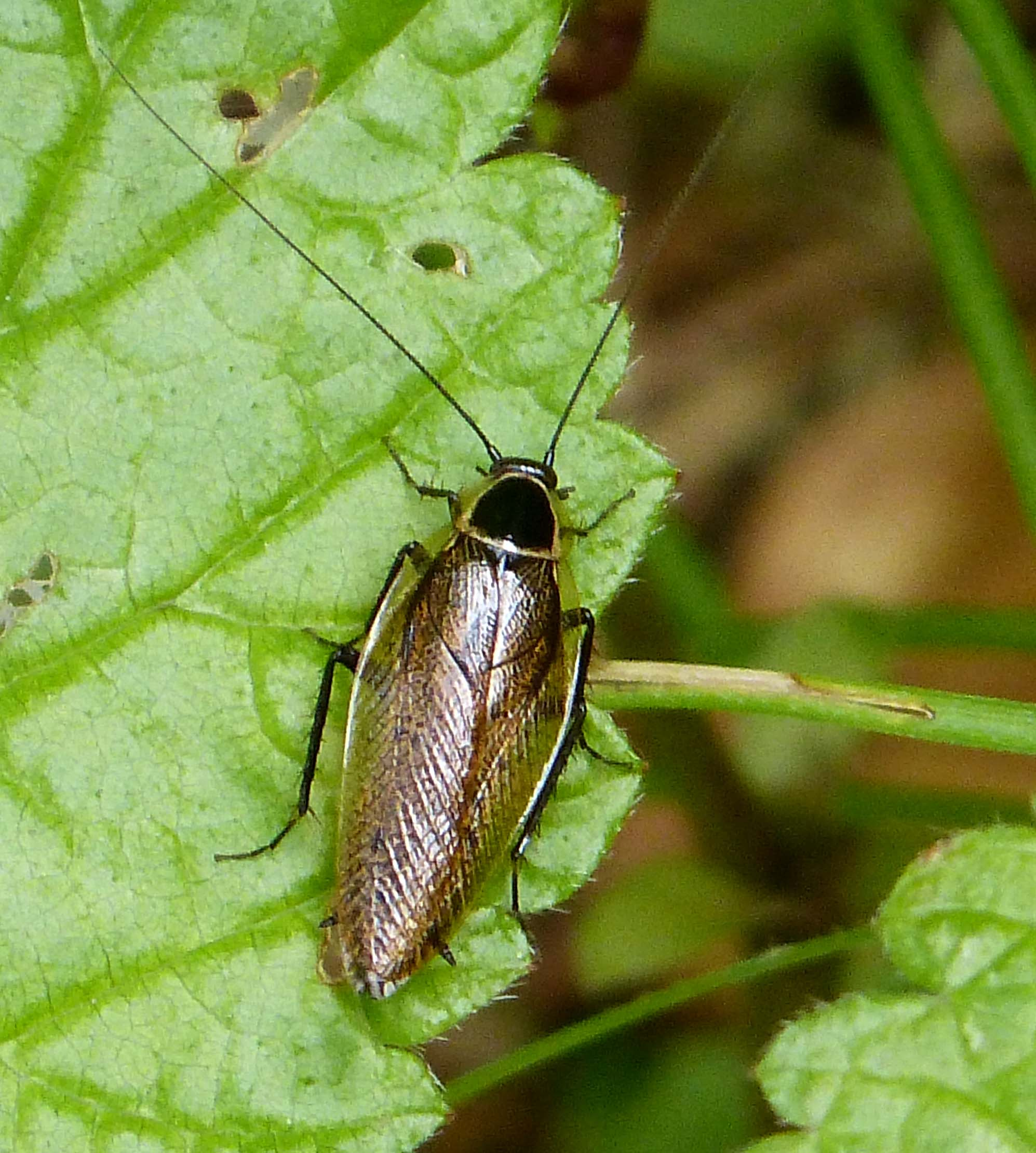
Ectobius sylvestris

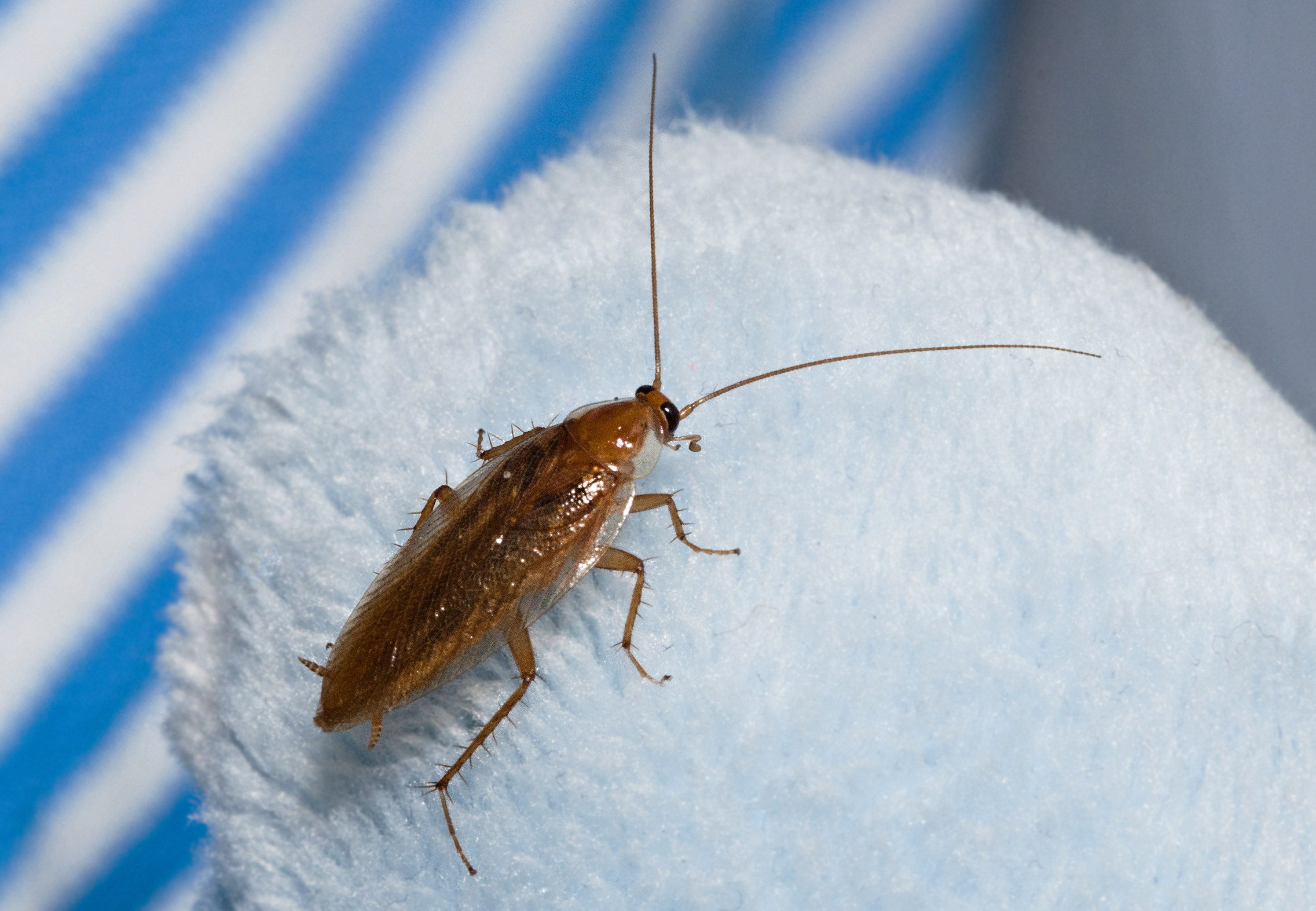
Ectobius vittiventris

- Ectobius aeoliensis Failla & Messina, 1974
- Ectobius aethiopicus (Shelford, 1910)
- Ectobius aetnaeus Ramme, 1927
- Ectobius africanus Saussure, 1899
- Ectobius albicinctus (Brunner von Wattenwyl, 1861)
- Ectobius alleni Rehn, 1931
- Ectobius baccetti Failla & Messina, 1979
- Ectobius balcani Ramme, 1923
- Ectobius burri Adelung, 1917
- Ectobius corsorum Ramme, 1923
- Ectobius darbandae Rehn, 1931
- Ectobius delicatulus Bei-Bienko, 1950
- Ectobius duskei Adelung, 1906
- Ectobius eckerleini Harz, 1977
- Ectobius erythronotus Burr, 1898
- Ectobius filicensis Failla & Messina, 1974
- Ectobius frieseanus Princis, 1963
- Ectobius haeckeli Bolívar, 1876
- Ectobius heteropterus Bei-Bienko, 1963
- Ectobius ichnusae Failla & Messina, 1982
- Ectobius indicus Bei-Bienko, 1938
- Ectobius intermedius Failla & Messina, 1981
- Ectobius involutus Rehn, 1931
- Ectobius jarringi (Hanitsch, 1938)
- Ectobius kervillei Bolívar, 1907
- Ectobius kikensis Rehn, 1931
- Ectobius kikuyuensis Rehn, 1931
- Ectobius kirgizius Bei-Bienko, 1936
- Ectobius kraussianus Ramme, 1923
- Ectobius lagrecai Failla & Messina, 1981
- Ectobius lapponicus (Linnaeus, 1758)
- Ectobius larus Rehn, 1931
- Ectobius leptus Rehn, 1931
- Ectobius lineolatus (Rehn, 1922)
- Ectobius lodosi Harz, 1983
- Ectobius lucidus (Hagenbach, 1822)
- Ectobius makalaka Rehn, 1931
- Ectobius minutus Failla & Messina, 1978
- Ectobius montanus Costa, 1866
- Ectobius neavei Shelford, 1911
- Ectobius nuba Rehn, 1931
- Ectobius pallidus (Olivier, 1789)
- Ectobius palpalis Chopard, 1958
- Ectobius panzeri Stephens, 1835
- Ectobius parvosacculatus Failla & Messina, 1974
- Ectobius pavlovskii Bei-Bienko, 1936
- Ectobius punctatissimus Ramme, 1922
- Ectobius pusillus Bei-Bienko, 1967
- Ectobius pyrenaicus Bohn, 1989
- Ectobius rammei Rehn, 1926
- Ectobius sardous Baccetti, 1991
- Ectobius scabriculus Failla & Messina, 1976
- Ectobius semenovi Bei-Bienko, 1935
- Ectobius siculus Ramme, 1949
- Ectobius sjoestedti (Shelford, 1910)
- Ectobius stanleyanus Rehn, 1931
- Ectobius subvitreus Bei-Bienko, 1936
- Ectobius supramontes Bohn, 2004
- Ectobius sylvestris (Poda, 1761)
- Ectobius tadzhicus Bei-Bienko, 1935
- Ectobius tamaninii Galvagni, 1972
- Ectobius textilis Rehn, 1931
- Ectobius ticinus Bohn, 2004
- Ectobius togoensis Ramme, 1923
- Ectobius tuscus Galvagni, 1978
- Ectobius tyrrhenicus Failla & Messina, 1973
- Ectobius usticaensis Failla & Messina, 1974
- Ectobius vittiventris (Costa, 1847)
- Ectobius willemsei Failla & Messina, 1980